# Brian de Bretaña
Brian de Bretaña, también Brien Tihern, Brien de Bretagne y Brient «Bâtard» de Penthièvre (c. 1042–14 de febrero de 1086), fue un noble caballero bretón convertido en noble de la órbita normanda, conocido por su participación en la conquista de Inglaterra acompañado por sus hermanos Alan el Negro y Alan Rufus, siguiendo a Guillermo II de Normandía. Brian y Alan Rufus participaron en la batalla de Hastings. El duque Guillermo le designó como lugarteniente en el sudoeste de Inglaterra y fue el primer conde de Cornualles (1068) tras la conquista. Era hijo ilegítimo de Eudes de Penthièvre, citado en la crónica anglosajona como «Brian el Bastardo».

## Conquista de Inglaterra
Godwine y Edmund, hijos de Harold Godwinson, escaparon tras la batalla de Hastings al reino de Leinster, donde fueron huéspedes de Diarmait mac Maíl na mBó. En 1068 y 1069, Diarmait les prestó la flota de Dublín para sus intentos de invasión de Inglaterra. A finales del verano, entre agosto y septiembre de 1069, Brian lideró una fuerza que derrotó a los hijos de Harold en la batalla de Northam, en Devon. Más tarde, ese mismo año, Brian y Guillermo FitzOsbern fueron enviados a liberar los asedios de Shrewsbury y Exeter por parte de las fuerzas inglesas que se rebelaban contra la dominación normanda. Llegaron demasiado tarde a Shrewsbury, pero una incursión de los defensores de Exeter enfrentó a los ingleses con las fuerzas de Brian y Guillermo, quienes «castigaron su audacia con una gran masacre». Tras derrotar a los hijos de Harold, las fuerzas de Brian se dirigieron al norte para contrarrestar la rebelión de Edric el Salvaje, mientras que el ejército de Guillermo el Conquistador viajó al oeste; los dos ejércitos se unieron y ganaron la batalla de Stafford. Brian recibió concesiones de tierras en Suffolk y Cornualles, aunque la primera mención de él como conde de Cornualles no fue hecha hasta 1140, por su sobrino Alan I, conde de Richmond, a quien el rey Esteban le había dado el mismo título y pudo haber estado tratando de mejorar la legitimidad de su nuevo rango.
La figura de Brian se asocia con la construcción del castillo de Launceston. A diferencia de la conquista de Gales y la conquista de Irlanda, la llegada de los caballeros bretones y su séquito que acompañaron al duque Guillermo no fue cruenta, pues se fueron asentando principalmente en Cornualles, entre ellos Brian, pues hablaban el mismo idioma que los córnicos y los recién llegados fueron recibidos como libertadores de la dominación inglesa.

## Rebelión de los Condes
Entre las campañas militares de 1069 y la rebelión de los Condes (1075) parece ser que Brian abandonó Inglaterra. Se sigue especulando sobre su participación y apoyo a Raúl de Guader. Sus propiedades fueron confiscadas y pasaron a formar parte de las concesiones que el Conquistador le hizo a Roberto de Mortain. Este hecho junto a la expulsión de Raúl de Guader, provocaron indignación entre los bretones de Inglaterra, que interpretaron la acción como una «purga» hacia los caballeros bretones, a quienes Guillermo intentó apaciguar entregando las tierras de Raúl en Anglia Oriental al hermano de Brian, Alan Rufus. Roberto de Mortain también mantuvo a muchos nobles de origen bretón en su séquito.

## Italia meridional
Es posible que Brian viviera los últimos años de su vida incapacitado por alguna afección de salud en Bretaña, alojándose con su esposa. Sin embargo, The Complete Peerage afirma que se encontraba entre los invasores normandos del sur de Italia, y Edward Augustus Freeman lo sitúa como señor de Kastoriá en Tesalia para Bohemundo de Tarento hasta 1083, identificándolo con «Bryennius» de los Libros V y VI de la Alexíada de Ana Comneno. En 1084, fue testigo de una carta de su hermano mayor, Geoffrey Boterel, en Bretaña, y otra donde aparece como benefactor de la abadía de Saint-Florent, en Saumur, y fundador del priorato de Saint-Martin de Lamballe.

## Herencia
No han sobrevivido registros fidedignos sobre descendientes directos de Brian. Se especula que su esposa fue Ynoguen de Châteaubriant (c. 1020-1065). Fruto de esa relación nacieron:
- Briant de Châteaubriant (c. 1040-1063), señor de Châteaubriant. primer referente de la familia de Châteaubriant; señor de las marcas de Bretaña. Fundador del Priorato de Saint-Sauveur de Béré, la iglesia de San Juan de Béré y el primer castillo en 1015.[17]
- Hervé de Châteaubriant (posiblemente el mismo Everand [Euerardus] fitzBrian que aparece en el Libro Domesday).

El Libro Domesday cita a tres posibles hijos:
- Ralph fitzBrian, señor de de tres propiedades en Essex y uno en Suffolk, feudatario de Ranulfo II Peverell (c. 1054-?), hijo de Ranulfo Peverel, y el obispo de Londres St. Paul;
- William fitzBrian, señor de Totham (Essex), feudatario del Obispo de Londres St Paul;
- Everand fitzBrian, Euerardus filius Brientii, que fue jurado en el comité inquisitorial de Cambridge (Inquisitio Comitatus Cantabrigiensis),[18] propietario de tierras en Ashley y en Saxon Street y cuyo nombre aparece en primer lugar en la entrada para Cheveley, Cambridgeshire, donde el hermano de Brian, Alan Rufus era el magnate principal. Everand era feudatario de Aubrey de Vere I, un subordinado bretón de Alan Rufus; y del Obispo de Londres St Paul.

En Domesday aparece también una propiedad en Stepney, perteneciente a la esposa de Brian y a Roger el Sheriff, cuyo inquilino principal era el Obispo de Londres St Paul.